# Copris gopheri
Copris gopheri là một loài bọ cánh cứng trong họ Bọ hung (Scarabaeidae).